# Tenké střevo

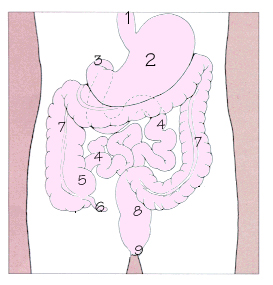
Tenké střevo označuje číslo 4

Tenké střevo (latinsky intestinum tenue) je část trávicí trubice mezi žaludkem a tlustým střevem, kde dochází ke konečné fázi trávení a ke vstřebávání většiny živin. V typickém případě je velmi dlouhé, ale v průměru užší (tenčí), než střevo tlusté. Povrch tenkého střeva je pokryt klky – miniaturními výběžky, které umožňují zvětšení vnitřního povrchu a usnadňují tak vstřebávání.
Tenké střevo člověka je asi 3–5 metrů dlouhé a 3–3,5 cm široké. Má plochu až 300 m² (tenisové hřiště pro čtyřhru má plochu 260 m²).
Tenké střevo obratlovců můžeme rozdělit až na 3 části:
- Dvanáctník (duodenum)
- Lačník (jejunum)
- Kyčelník (ileum)

Všechny tři části na sebe plynule navazují.

## Dvanáctník
Dvanáctník (duodenum) je první část tenkého střeva. Navazuje na vrátník žaludku, stáčí se vpravo mezi játra a slinivku, obtáčí se kolem pravé ledviny a vrací se zpět na levou stranu, kde v blízkosti levé ledviny přechází v lačník. Celý dvanáctník je zavěšen na peritoneálním závěsu, který ho fixuje k zadní stěně břišní dutiny. Konečný úsek dvanáctníku je spojený se vzestupným tračníkem, částí tlustého střeva, vazivovou řasou.
Uvnitř je sliznice dvanáctníku bohatě zřasena. Tvoří podélné Kerckringovy řasy, které jsou dále rozčleněny slizničními klky (villi intestinales), aby se tak zvětšil absorpční povrch střeva. Klk je útvar vysoký 0,2–1,5 mm, který vyčnívá do prostoru střeva. Každým klkem probíhá krevní céva a chylová céva, což je céva lymfatická.
Enterocyty, tedy střevní buňky, které tvoří povrch sliznice, mají svoje do lumina střeva obrácené povrchy opatřené mikroklky, které tvoří žíhanou kutikulu. Mezi enterocyty se nacházejí také pohárkové buňky, které produkují hlen. Ve sliznici se nacházení tubulózní žlázy (Lieberkühnovy krypty), v podslizničním vazivu pak žlázy Brunnerovy.
Žlázy ve stěně střeva neprodukují trávicí enzymy, ty se do dvanáctníku dostávají vývodem slinivky břišní, kde jsou produkovány její exokrinní částí. Do dvanáctníku také ústí žlučovod, přivádějící žluč produkovanou v játrech.
Stěna dvanáctníku je tvořena hladkou svalovinou, která zajišťuje peristaltické pohyby a tím i promíchávání a posun tráveniny.
Ve dvanáctníku tedy dochází k chemickému rozkladu potravy a k absorpci živin enterocyty. Živiny jsou pak odváděny do krve do vrátnicové žíly a posléze jater, některé lipoproteiny jsou do jater odváděny mízním systémem.

## Lačník
Lačník (jejunum) je zavěšen na dlouhém závěsu a tvoří kličky, které jsou relativně volně umístěné v břišní dutině mezi okolními orgány. Končí v levé slabině, kde přechází v kyčelník.
Kerckringovy řasy jsou vyšší než ve dvanáctníku a na rozdíl od něho ve sliznici nejsou Brunnerovy žlázy. Jinak se stavba lačníku od dvanáctníku neliší, i v něm probíhá trávení potravy a absorpce živin a některých iontů (např. železo).

## Kyčelník
Kyčelník (ileum) je poslední a také nejdelší částí tenkého střeva. U člověka je poměr délek lačníku a kyčelníku 2 : 3. Naproti tomu u koně je kyčelník nejkratší částí tenkého střeva, měří 70 cm, oproti tomu lačník může mít až 22 metrů.
U zvířat je zevně přechod lačníku a kyčelníku patrný pomocí vazu, který spojuje kyčelník a slepé střevo.
Sliznice kyčelníku již není tak zřasená a ve stěně se nacházejí okrsky lymforetikulární tkáně (Peyerovy plaky). Dochází zde k absorpci vitamínu B12 a solí žlučových kyselin. Kyčelník přechází na pravou stranu břišní dutiny, kde ústí do tlustého střeva.